# 365 a.C.
Il 365 a.C. (CCCLXV a.C. in numeri romani) è un anno  del IV secolo a.C.

## Eventi
- Perdicca III succede a Tolomeo di Aloro sul trono di Macedonia
- Roma
  - Consoli Lucio Genucio Aventinense e Quinto Servilio Ahala
  - Roma è colpita da una pestilenza, che, tra gli altri, colpisce Marco Furio Camillo, il secondo fondatore di Roma
  - Attori etruschi inscenano i primi spettacoli teatrali in Roma

## Nati
- Euclide di Alessandria d'Egitto (anno approssimato)

## Morti
- Antistene, filosofo greco antico (n. 444 a.C.)
- Marco Furio Camillo, politico e generale romano
- Tiribazo, militare e politico persiano
- Tolomeo di Aloro, sovrano